# Frecăței (Brăila)
Frecăţei è un comune della Romania di 1 607 abitanti, ubicato nel distretto di Brăila, nella regione storica della Muntenia.
Il comune è formato dall'unione di 6 villaggi: Agaua, Cistia, Frecăței, Salcia, Stoienești, Titcov. Quest'ultimo centro abitato è attraversato dal 45º parallelo, la linea equidistante fra il Polo nord e l'Equatore.